# Smyga (stacja kolejowa)
Smyga (ukr. Смига, ros. Смыга) – stacja kolejowa w miejscowości Smyga, w rejonie dubieńskim, w obwodzie rówieńskim, na Ukrainie.
Stacja istniała przed II wojną światową.